# Joey Aiuppa
Joseph John Aiuppa, né le 1er décembre 1907 à Melrose Park et mort le 22 février 1997 à Elmhurst, était un mafieux américain. Il fut le parrain de l'Outfit de Chicago de 1971 à 1986. Il commença sa carrière en étant un porte-flingue du puissant parrain de Chicago : Al Capone.

## Début de carrière
Pendant les années 1920, ancien boxeur, Aiuppa rejoint l'Outfit de Chicago (Famille de Chicago) en commençant comme chauffeur pour les dirigeants de l'Outfit comme Joe Accardo (Tony Accardo) avant d'exploiter des établissements de jeux clandestins dont plusieurs dans la ville de Cicero, en banlieue ouest de Chicago. Ces établissements comprenaient des établissements de paris et certains établissements contenaient des casinos avec des entrées secrètes. Au début des années 1930, Aiuppa gérait Taylor & Company, un fabricant de meubles en apparence mais qui était en réalité une couverture pour la fabrication de machines à sous illégales.
En 1974, Aiuppa avait officiellement remplacé Sam Giancana en tant que parrain de l'Outfit de Chicago, bien qu'il travailla encore dans l'ombre de Tony Accardo.

## Joey "Doves"
Aiuppa a été condamné en 1966 pour possession illégale et transport de tourterelles. En vertu du Traité sur les oiseaux migrateurs de 1918, il est illégal de posséder plus de 24 colombes par personne en dehors de la saison de chasse, mais en septembre 1962, dans le cadre de la répression contre l'Outfit, des agents du FBI de Kansas City fouillèrent la voiture d'Aiuppa et découvrirent 563 colombes gelées. Après une série d'appels, Aiuppa a finalement été condamné en août 1966, et a reçu une peine de 3 mois de prison et une amende de 1 000 $. Cette histoire lui valut le surnom de Joey Doves (Joey Colombes).

## Meurtre de Sam Giancana
En juin 1975, Aiuppa aurait comploté avec John Roselli pour tuer Giancana. Le FBI soupçonne que l'Outfit aurait tué Giancana parce qu'il refusait de partager ses bénéfices provenant de jeux d'argent au Mexique. Une autre théorie sur l'assassinat de Giancana est en rapport avec l’investigation sénatoriale des États-Unis sous son rôle supposé dans le complot visant à assassiner le leader cubain Fidel Castro. Roselli lui-même a également été tué peu de temps après juste avant de retémoigner devant le Commission Church.

## Déclaration de culpabilité et assassinat des frères Spilotro
En 1986, Aiuppa a été reconnu coupable de bénéfices provenant de l'écrémage des casinos de Las Vegas et fut condamné à 28 ans de prison. En juin 1986, Anthony Spilotro et son frère Michael sont battus et enterrés alors qu'ils étaient encore vivants, dans un champ près de la demeure de Aiuppa dans l'Indiana. En 2005, lors du "procès des joyaux de famille", il fut  admis que l'Outfit avait fait assassiner Tony Spilotro à cause de sa mauvaise conduite à Las Vegas.
En 1996, Aiuppa fut libéré de prison et perdit tout contrôle sur l'Outfit durant son incarcération. Le 22 février 1997, Joseph Aiuppa, acteur majeur dans le développement de Las Vegas décéda de causes naturelles au Elmhurst Hospital à Elmhurst, Illinois à l'âge de 89 ans.

## Culture populaire
Dans le film Casino de Martin Scorsese, Pasquale Cajano joue le rôle du parrain de Chicago, Remo Gaggi. Ce personnage est vaguement basé sur Joey Aiuppa.